# Paul Yoshiyuki Furuya

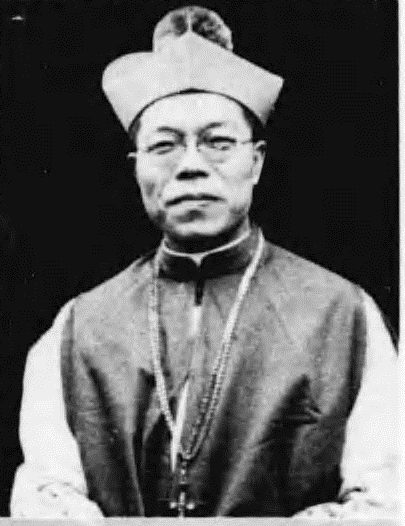

Paul Yoshiyuki Furuya (japanisch: パウロ古屋義之, * 9. Februar 1900 in Wakayama, Japanisches Kaiserreich; † 2. Februar 1991 in Kyōto) war ein japanischer Bischof.
Am 1. Juli 1928 wurde Furuya zum Priester geweiht. Papst Pius XII. ernannte ihn am 13. Dezember 1945 zum Apostolischen Präfekten von Kyōto. Am 12. Juli 1951 erhob Papst Pius XII. die Erhebung der Präfektur zum Bistum Kyōto. Gleichzeitig wurde Furuya zum ersten Bischof ernannt.  Maximilien de Fürstenberg, Apostolischer Nutius in Japan, spendete ihn am 21. September 1951 die Bischofsweihe. Mitkonsekratoren waren Peter Tatsuo Doi, Erzbischof von Tokio, und Paul Aijirô Yamaguchi, Bischof von Nagasaki. Er nahm an allen vier Sitzungen des Zweiten vatikanischen Konziles teil. Am 8. Juli 1976 nahm Papst  Paul VI. seinen Rücktritt an.